# كأس الأمم الإفريقية تحت 20 سنة 2023
كأس الأمم الأفريقية تحت 20 سنة 2023 هي النسخة السابعة عشر من كأس الأمم الأفريقية تحت 20 سنة، بطولة كرة القدم الدولية للشباب التي تُنظم كل سنتين من طرف الاتحاد الأفريقي لكرة القدم (CAF) للاعبين من سن 20 عاما وما تحت، ستتأهل الفرق الأربعة الأولى إلى كأس العالم تحت 20 سنة 2023 التي ستقام في إندونيسيا في وقت لاحق من ذلك العام. من المقرر أن تستضيف مصر البطولة.